# 宇宙探検家協会
宇宙探検家協会（うちゅうたんけんかきょうかい、Association of Space Explorers ; ASE）は宇宙空間で地球を最低でも一周した人物から構成される非営利団体。35の異なる国から325人以上の宇宙飛行士・宇宙飛行関係者が参加している。本部事務局は、ヒューストン及びモスクワに置かれている

## 概要
ASEは米国のラッセル・シュワイカートと、初めて宇宙遊泳を行った旧ソ連のアレクセイ・レオーノフらによって1985年に設立された。
1986年以来、年に一度総会（世界宇宙飛行士会議）を開いており、開催国の政府機関や宇宙関係機関、研究機関、一般者が参加の元、宇宙開発の現状についての意見交換や、有人宇宙開発に関する技術的問題、また開催国が決めるその年のテーマについて話し合う。2003年には日本で総会が開かれた。
2014年現在、日本の宇宙飛行士では秋山豊寛、土井隆雄、毛利衛、向井千秋、若田光一、野口聡一、星出彰彦、山崎直子が参加している。
2014年9月には、野口聡一宇宙飛行士がアジアでは初めて宇宙探検家協会（ASE）会長に選ばれた
。